# Papieska elekcja 1099

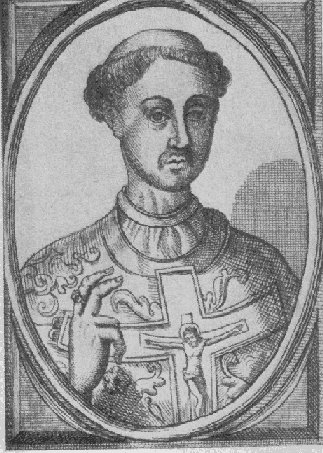
Papież Paschalis II

Papieska elekcja 13 sierpnia 1099 – wybór Paschalisa II na następcę Urbana II na Stolicy Apostolskiej.

## Śmierć Urbana II
Urban II zmarł w Rzymie 29 lipca 1099. Dwa tygodnie wcześniej wojska biorące udział w zainicjowanej przez niego I krucjacie zdobyły Jerozolimę, jednak wieść o tym dotarła do Rzymu już po jego śmierci. W tym czasie w dalszym ciągu trwała schizma antypapieża Klemensa III, którego popierało Cesarstwo oraz znaczna część duchowieństwa rzymskiego.

## Lista uczestników
Elekcja w 1099 roku była prawdopodobnie ostatnią, w której przestrzegano zasady uprzywilejowania kardynałów biskupów zawartej w oryginalnej treści dekretu In Nomine Domini z 1059 roku. Wiadomo jednak, że kardynałowie prezbiterzy i diakoni także brali w niej udział.

### Kardynałowie biskupi
W elekcji uczestniczyło pięciu z sześciu kardynałów biskupów oraz jeden biskup, który działał w zastępstwie za kardynała biskupa Sabiny. Urząd ten wakował od 1094 roku, a terytorium diecezji Sabina kontrolowali zwolennicy antypapieża Klemensa III.
- Gualterio (kardynał biskup od 1091) – kardynał biskup Albano
- Odon de Chatillon OSBCluny (1095) – kardynał biskup Ostii
- Milo z Angers OSB (1095) – kardynał biskup Palestriny
- Maurycy (1097) – kardynał biskup Porto
- Bovo (1099) – kardynał biskup Tusculum
- Offo – biskup Nepi

### Pozostali kardynałowie
W sierpniu 1099  roku w obediencji Urbana II było jedynie dziesięciu kardynałów-prezbiterów i trzech kardynałów-diakonów, prawdopodobnie jednak najwyżej siedmiu prezbiterów i trzech diakonów uczestniczyło w elekcji:
- Rainiero OSBCluny (kardynał prezbiter od 1078[1]) – kardynał prezbiter S. Clemente; opat S. Lorenzo fuori le mura
- Benedykt (1080) – kardynał prezbiter S. Pudenziana
- Alberto OSB (1090) – kardynał prezbiter S. Sabina
- Teuzo OSB (1090) – kardynał prezbiter Ss. Giovanni e Paolo
- Giovanni da Piacenza (1096) – kardynał prezbiter Świętego Kościoła Rzymskiego
- Benedykt (1098) – kardynał prezbiter Ss. Silvestro e Martino
- Piotr (1098) – kardynał prezbiter S. Sisto
- Jean de Bourgogne (1098) – kardynał prezbiter S. Anastasia
- Giovanni Coniulo OSB (1088) – kardynał diakon S. Maria in Cosmedin; kanclerz Świętego Kościoła Rzymskiego
- Docibilis (1099) – kardynał diakon Świętego Kościoła Rzymskiego
- Pagano (1099) – kardynał diakon S. Maria Nuova

Do kardynałów diakonów zaliczano prawdopodobnie jedynie członków kolegium diakonów pałacowych, których było maksymalnie sześciu, wyłączając natomiast dwunastu tzw. diakonów regionalnych; zostali oni dołączeni do grona kardynałów dopiero przez Paschalisa II.

## Nieobecni
Jeden kardynał biskup i co najmniej trzech prezbiterów było nieobecnych.

### Kardynał biskup
- Bruno OSB (1079) – kardynał biskup Segni

### Kardynałowie prezbiterzy
- Richard de Saint-Victor OSB (1078) – kardynał prezbiter i opat Saint-Victor w Marsylii; legat papieski w południowej Francji i Hiszpanii; opat S. Paolo fuori le mura
- Oderisio de Marsi OSB (diakon 1059, prezbiter 1088) – kardynał prezbiter (S. Cecilia?); opat Monte Cassino
- Bernardo degli Uberti OSBVall (1099) – kardynał prezbiter S. Crisogono; opat Vallombrosa; przełożony generalny kongregacji wallombrozjańskiej

## Wybór Paschalisa II
13 sierpnia 1099 roku kardynałowie w obecności niższego kleru oraz przedstawicieli władz miejskich jednogłośnie obrali na papieża kardynała Raniero, prezbitera S. Clemente i opata klasztoru św. Wawrzyńca za murami. Nowy papież początkowo protestował przeciwko temu werdyktowi, tłumacząc, że jest tylko skromnym mnichem nieobeznanym w problemach politycznych, z jakimi głowa Kościoła musi się zmagać, w końcu jednak uległ i przyjął wybór jako Paschalis II. Następnego dnia został konsekrowany na biskupa Rzymu przez kardynała biskupa Ostii Odona z Chatillon, któremu asystowali pozostali kardynałowie biskupi oraz biskup Offo z Nepi.